# 牛堀麻生バイパス

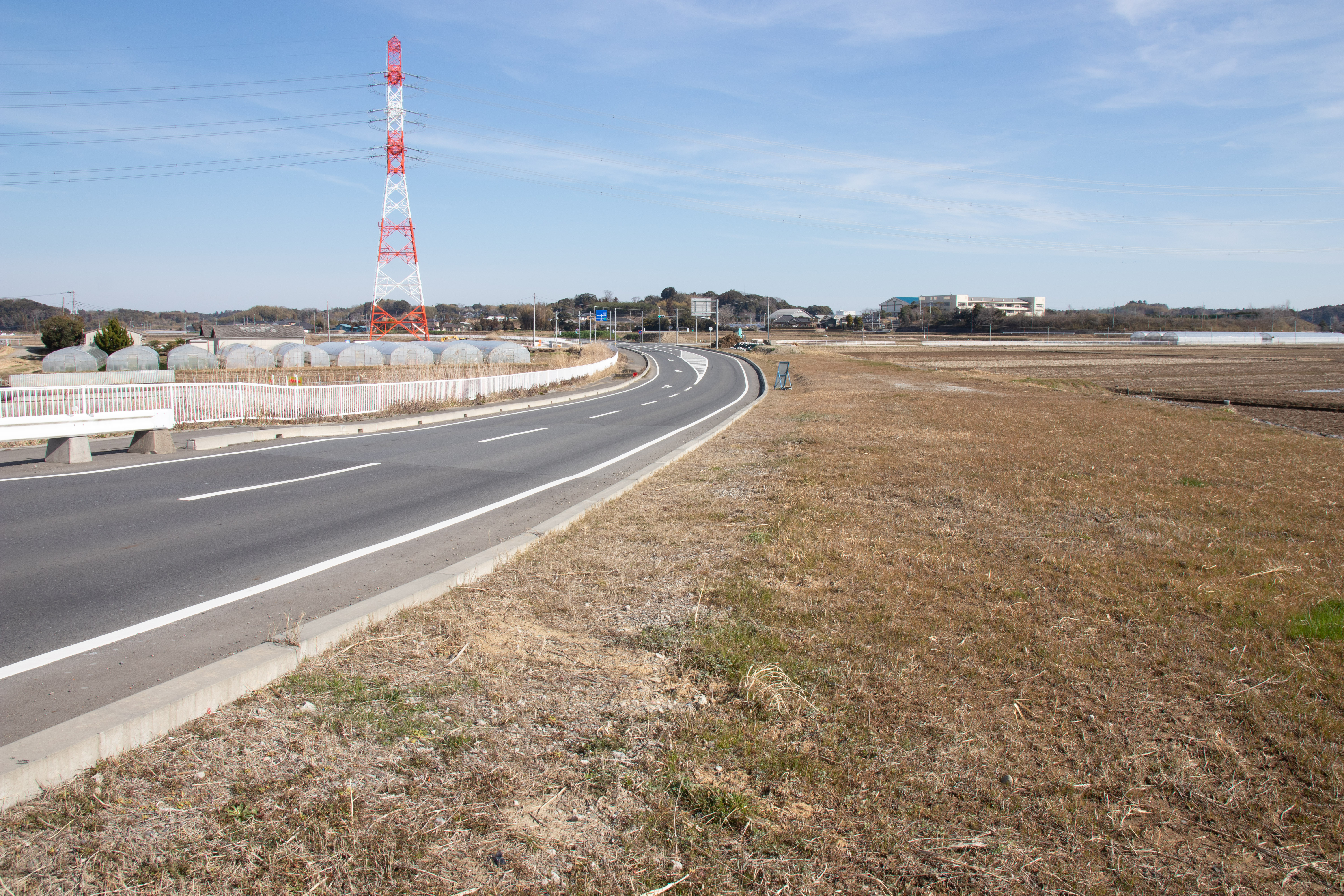
潮来市堀之内の暫定2車線部分供用区間。4車線分の用地が確保されている。
（2019年3月撮影）

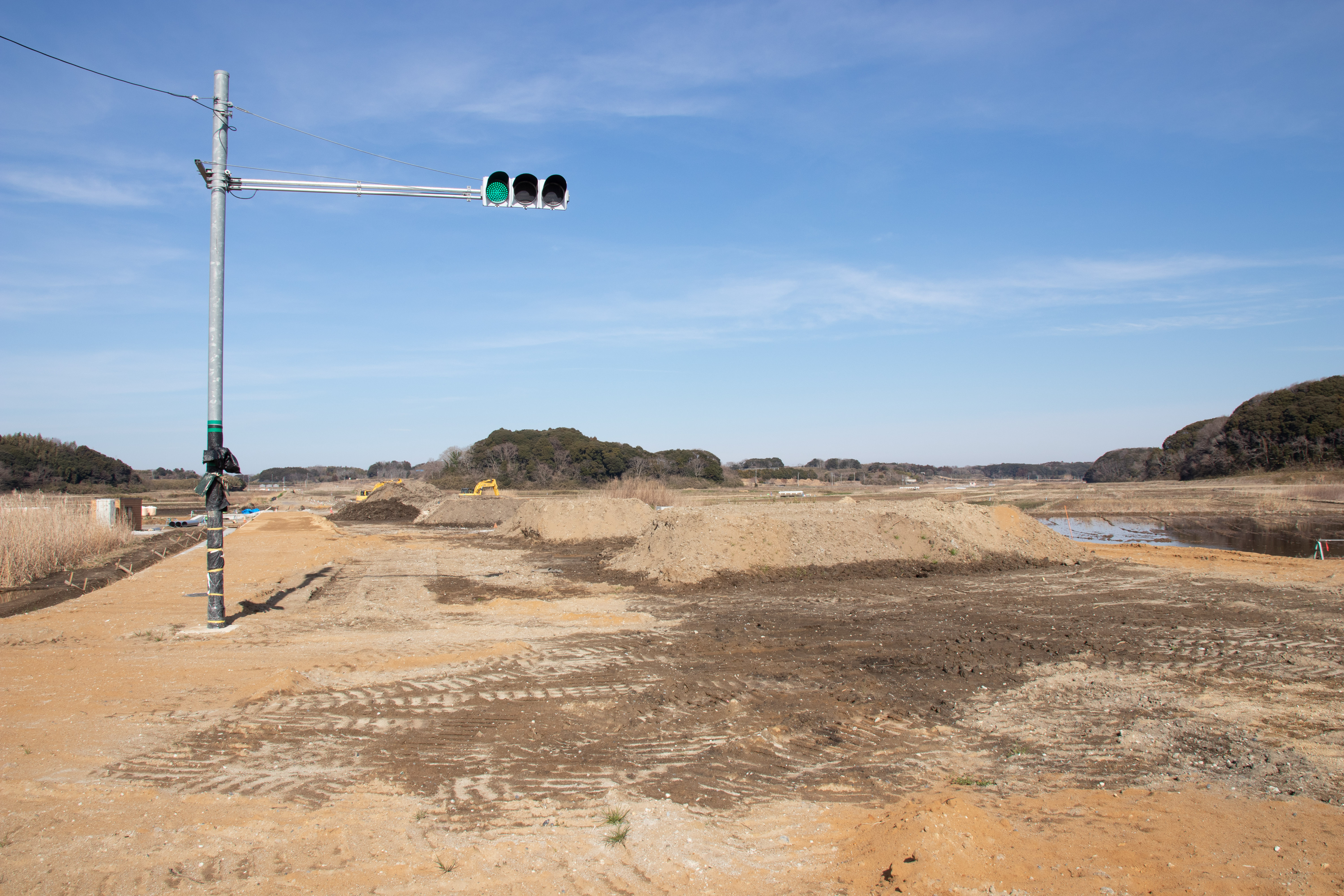
潮来市堀之内以西の建設中区間
（2019年3月撮影）

牛堀麻生バイパス（うしぼりあそうバイパス）は、茨城県の潮来市から行方市に至る、国道355号バイパスである。

## 概要
潮来市牛堀地区から行方市麻生地区を結ぶ国道355号のバイパス道路で、同区間の市街地を通る現道の渋滞回避と沿線住民の生活道路機能の安全確保を目的に、平成9年度から事業中の延長10.9キロメートル (km) の道路である。2022年末までに、潮来市牛堀（山下交差点）から潮来市永山までの約2.0 kmが暫定2車線で部分供用されている。

### 路線データ
- 起点 茨城県潮来市牛堀
- 終点 茨城県行方市麻生
- 全長 10.9 km（うち供用約1.2 km）
- 道路幅員 25.0 m/車道7.0 m（暫定2車線）[2]
- 車線数 暫定2車線（完成4車線）

## 沿革
- 平成9年（1997年）度：地方道路整備事業として事業化[2]
- 平成14年（2002年）度：工事着手
- 2004年（平成16年）7月29日：潮来市永山（永山立体交差点） - 行方郡麻生町大字島並までバイパス（8.26 km）を新設する道路区域が決定する[3][注釈 1]。
- 2014年（平成26年）10月24日：潮来市牛堀地内の国道51号交点（山下交差点） - 同市堀之内地内の茨城県道185号繁昌潮来線交点までの区間約1.2 kmを部分供用開始[2][4]。
- 2022年（令和4年）3月28日：潮来市堀之内（県道185号交点） - 同市永山（かすみの郷公園前）の約0.8 km区間を供用開始[5]。

## 主な接続道路
- 茨城県道185号繁昌潮来線（潮来市牛堀・同市堀之内）
- 茨城県道2号水戸鉾田佐原線